# Съюз на офицерите от резерва „Атлантик“
Съюзът на офицерите от резерва „Атлантик“ (съкратено СОРА) е доброволна неправителствена организация на български офицери.
Основана е през март 2004 г. в София и днес има клубове в Пловдив, Варна, Стара Загора, Плевен, Шумен, Сливен и Несебър.
Основната цел на СОРА е поддържането на тесни връзки между държавите от НАТО и Република България в областта на националната и международната сигурност.
Членове на организацията редовно представят анализи и коментари във водещи публикации по темата за сигурността.